# MediaMarkt

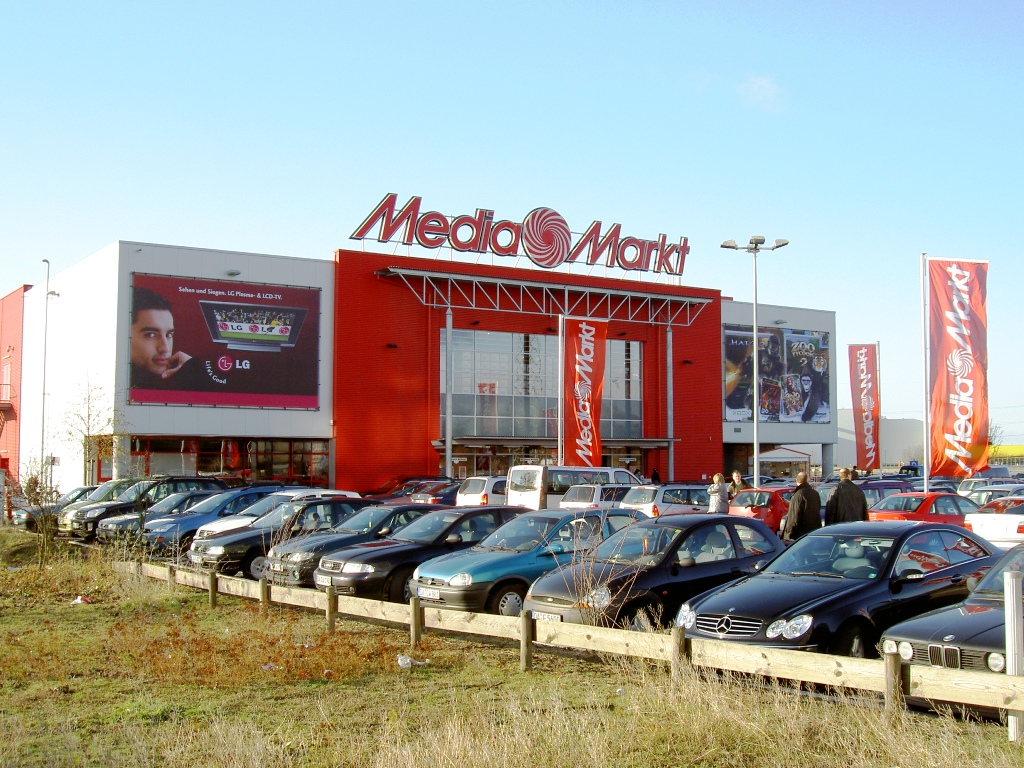
Un Media Markt à Weiterstadt en Allemagne.

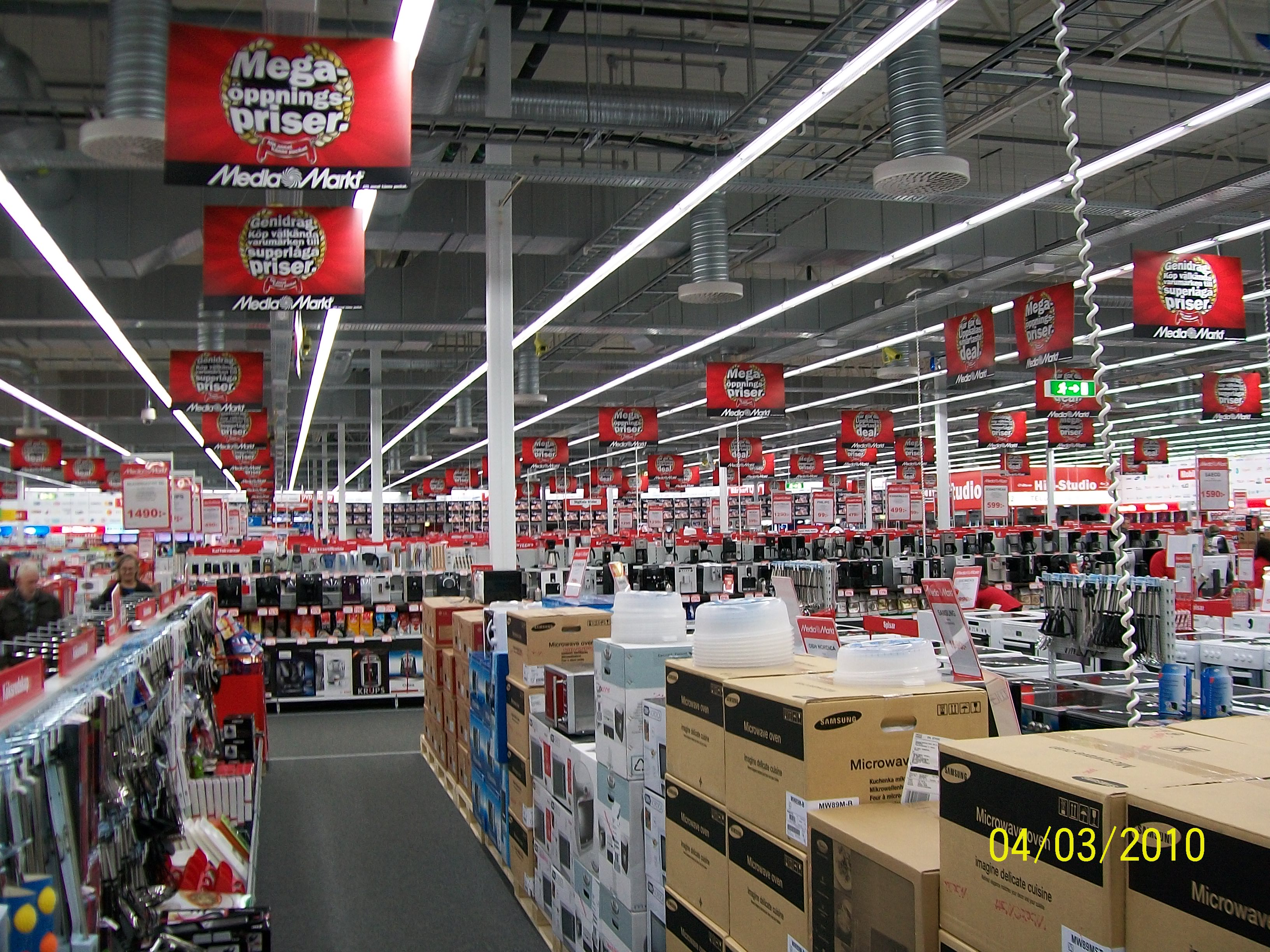
L'intérieur d'un magasin Media Markt à Uppsala en Suède.

Media Markt (stylisée « MediaMarkt ») est une chaîne de magasins allemande spécialisée dans l'électronique et l'électro-ménager. Elle appartient, avec Saturn, au groupe Media-Saturn-Holding, une filiale de Metro AG. Media Markt centre principalement son offre sur un large assortiment aux prix les plus bas.
Media Markt dispose, comme Saturn, d’une organisation décentralisée. C’est un des éléments sur lequel repose son grand succès en Europe. Ce qui signifie en clair que chaque magasin porte une très grande responsabilité[réf. nécessaire].
Chaque point de vente est une entité autonome dont le directeur est copropriétaire. Ensemble avec son équipe, il est responsable de l’assortiment proposé, de la politique de prix, du marketing et du personnel. Ce système permet à chaque magasin d'adapter sa gamme de produits, ses services et son marketing en fonction des désirs et besoins des consommateurs locaux.

## Histoire
Media Markt fut créé un samedi 24 novembre 1979 par quatre entrepreneurs : Leopold Stiefel, Walter Gunz, Erich Kellerhals et Helga Kellerhals, avec l'ouverture du premier Media Markt à Munich.
Entre 2018 et 2023, Media Markt remplace les magasins restants Saturn en Pologne, en Autriche et au Luxembourg,.

## Identité visuelle

### Logos

Logo international de Media Markt depuis 1979.
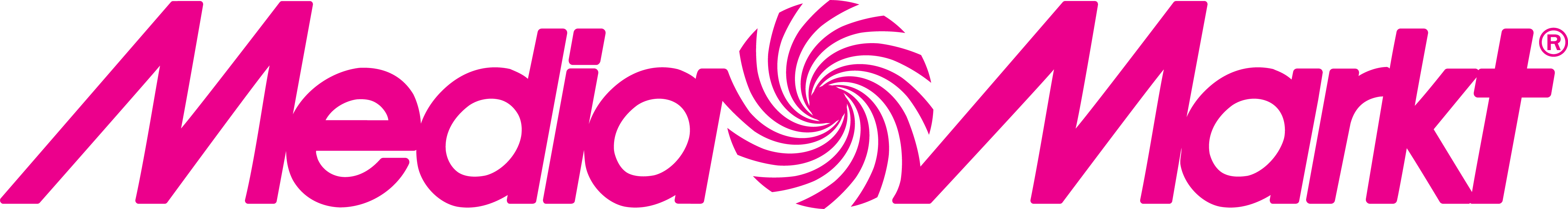
2e version du logo de Media Markt en rose utilisé en Russie depuis 2006.

### Slogans
Les slogans francophones de la chaîne de magasins sont « Je ne suis pas fou ! » pour la Belgique et « Parce que je ne suis pas fou ! » pour la Suisse.
Depuis le 1er avril 2019 le slogan en Belgique est devenu : "MediaMarkt ça déchire"
Dans les autres pays le slogan est connu sous : « Ik ben toch niet gek » en néerlandais, « Yo no soy tonto » pour la version castillane, « Jo no sóc tonto » pour la version catalane et « Nie dla idiotów » pour la polonaise, « Ich bin doch nicht blöd » en allemand et « Voglio il mondo » (« Je veux le monde ») en italien.

## Implantations
Plus de 750 magasins sont répartis à travers 15 pays en Europe avec des surfaces de vente allant jusqu’à 10 000 m2 et un assortiment de 45 000 articles en moyenne.
Présent en Suisse depuis 1994, Media Markt compte, en 2013, 25 magasins. La chaîne est également implantée en Belgique depuis 2001 et y comptait 18 enseignes, plus 5 autres points de vente sous l'enseigne Saturn jusque fin décembre 2013; depuis janvier 2014, à la suite de la réorientation stratégique du groupe en Belgique, le pays compte actuellement 22 magasins Media Markt: 4 magasins Saturn sont passés sous l'enseigne Media Markt et 1 fut définitivement fermé.
Outre l'Allemagne, pays d'origine de la chaîne, Media Markt est aussi présent dans d'autres pays européens comme l'Espagne, l'Autriche, la Pologne, le Portugal, les Pays-Bas, la Suède, l'Italie, la Hongrie, la Turquie et la Grèce. La chaîne n'est pas implantée en France et depuis décembre 2010, le groupe s'est également séparé de ses magasins Saturn français.
| Pays      | 1er magasin | Nombre de magasins |
| --------- | ----------- | ------------------ |
| Allemagne | 1979        | 258                |
| Autriche  | 1990        | 32                 |
| Italie    | 1991        | 110                |
| Suisse    | 1994        | 25                 |
| Hongrie   | 1997        | 21                 |
| Pologne   | 1998        | 47                 |
| Espagne   | 1999        | 110                |
| Pays-Bas  | 2000        | 33                 |
| Belgique  | 2002        | 23                 |
| Portugal  | 2004        | 9                  |
| Grèce     | 2004        | 10                 |
| Suède     | 2006        | 28                 |
| Turquie   | 2007        | 41                 |

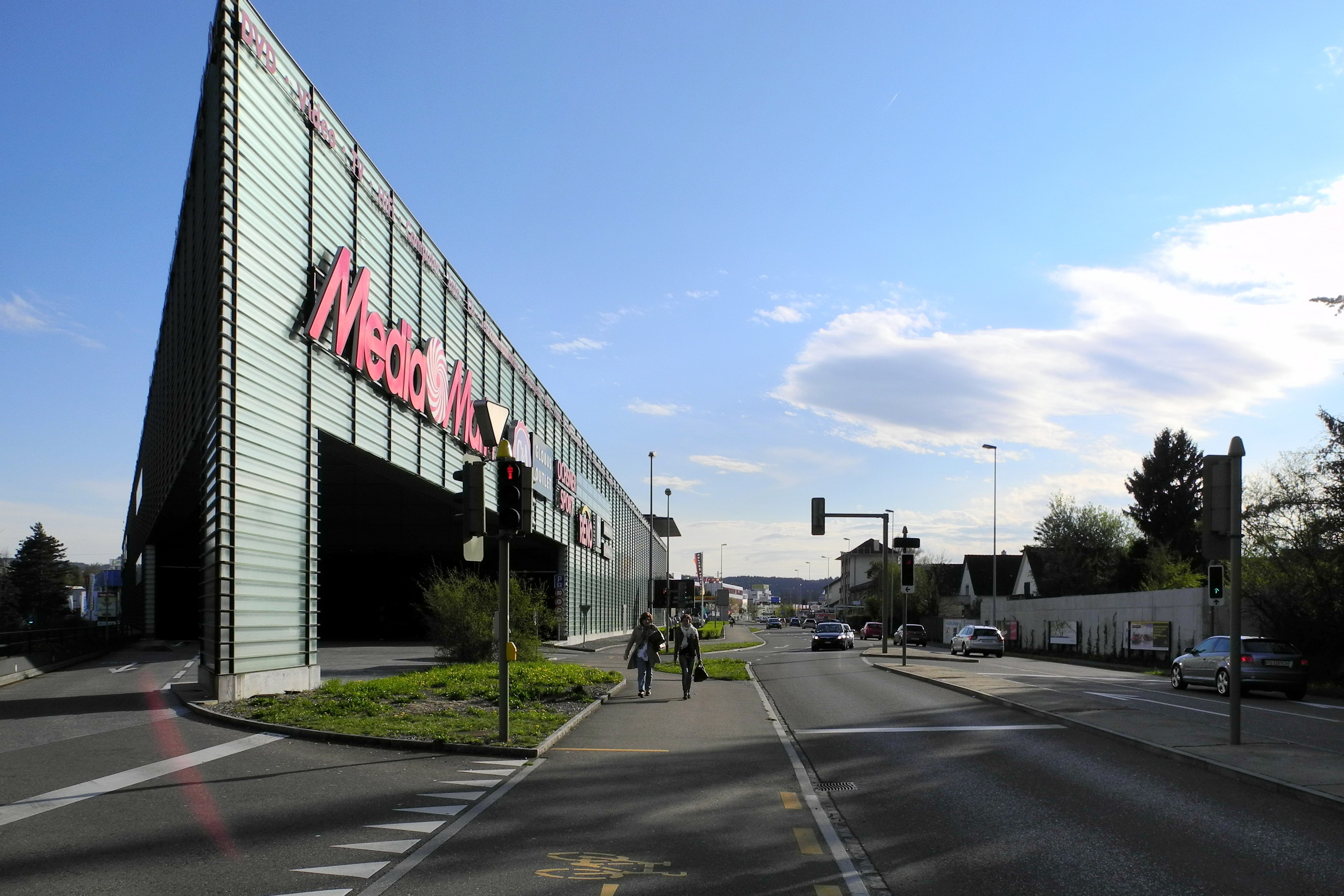
Media Markt dans la ville de Dietlikon, en Suisse.
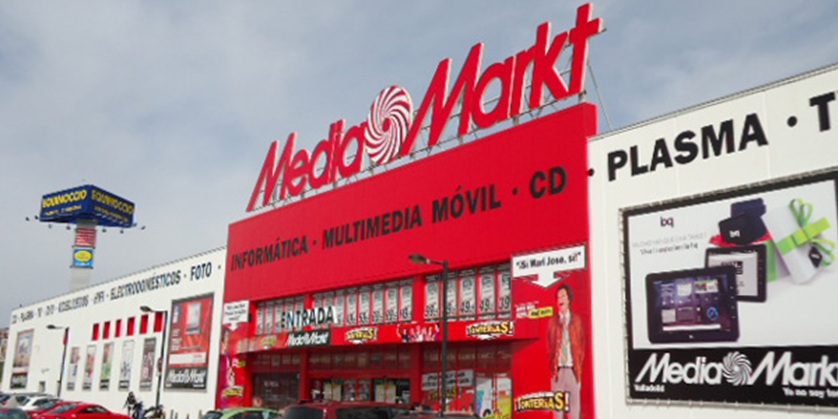
Media Markt en Espagne.
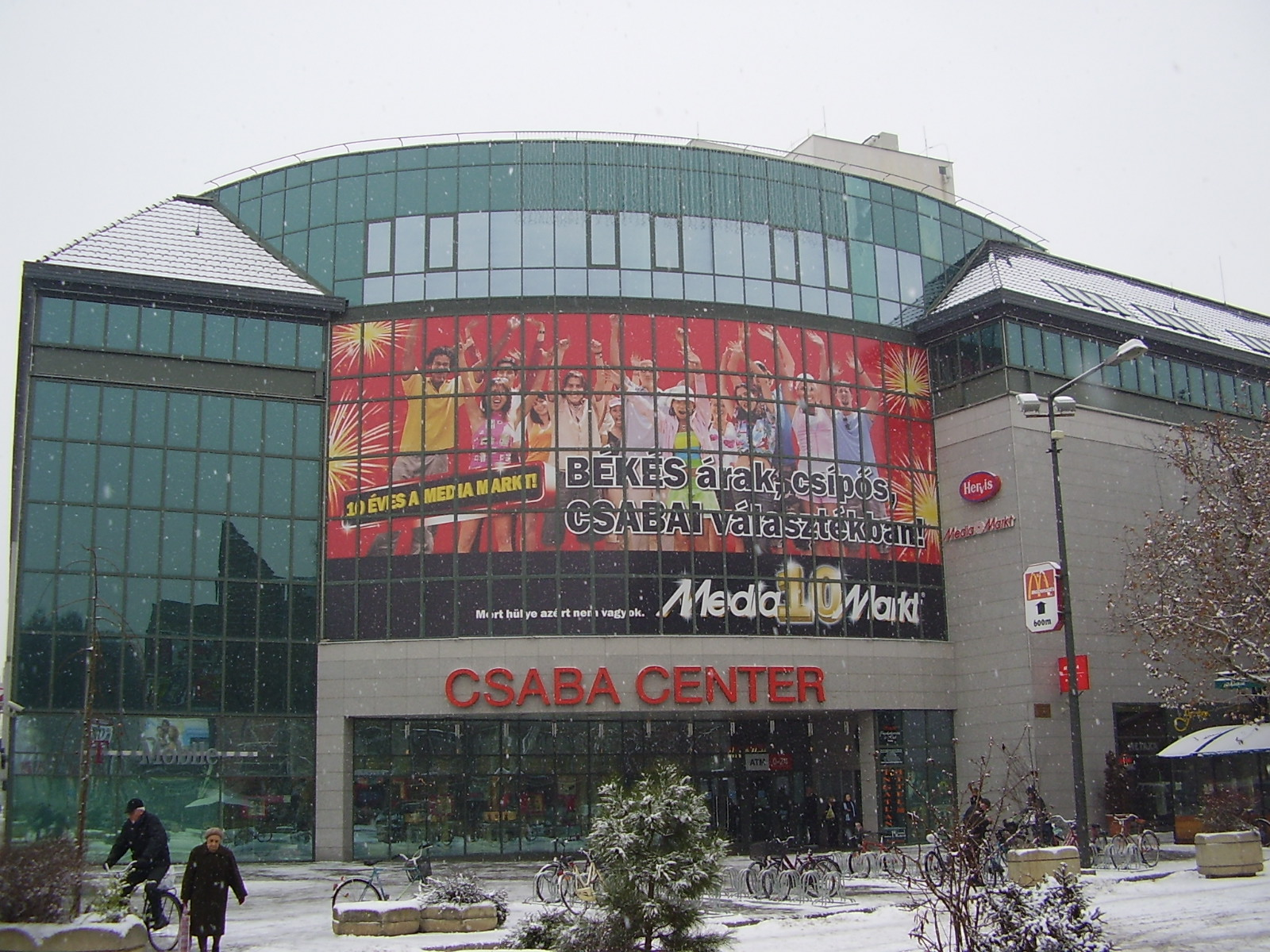
Un Media Markt dans le centre commercial Csaba-Center à Békéscsaba en Hongrie.
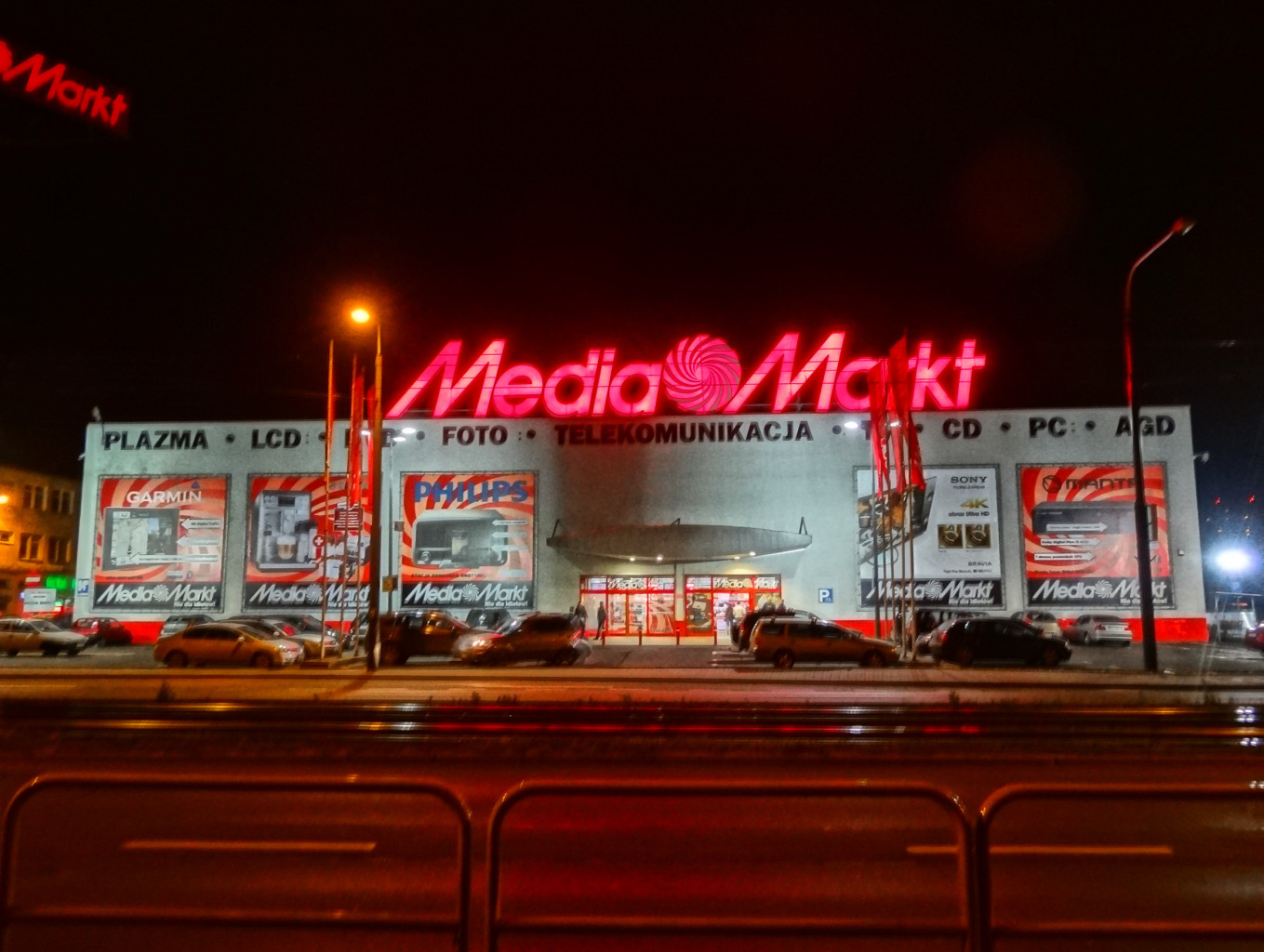
Media Markt la nuit à Bydgoszcz en Pologne.